# Jean Chouly de Permangle
Jean Chouly de Permangle, né le 14 août 1911 et mort le 30 mai 1931 à Vilanova i la Geltrú (Espagne), était un aviateur français.